# Frespera
Frespera är ett släkte av spindlar. Frespera ingår i familjen hoppspindlar.
Kladogram enligt Catalogue of Life:
| Frespera | \| \| Frespera carinata \| \| \| \| \| \| Frespera meridionalis \| \| \| \| |
|          | \| \| Frespera carinata \| \| \| \| \| \| Frespera meridionalis \| \| \| \| |
|          | Frespera carinata                                                           |
|          |                                                                             |
|          | Frespera meridionalis                                                       |
|          |                                                                             |